# O Grande Circo Místico (filme)
O Grande Circo Místico é um filme do cineasta brasileiro Cacá Diegues, baseado no poema de 47 versos contido no livro A Túnica Inconsútil (1938), de Jorge de Lima. O roteiro foi escrito por George Moura com colaboração de Cacá Diegues e a produção fica por conta de Renata Almeida Magalhães.
As filmagens começaram em 2015 em Portugal e o seu lançamento ocorreu nos cinemas em 15 de novembro de 2018.

## Sinopse
O filme conta a história de 5 gerações de uma mesma família circense. Da inauguração do Grande Circo Místico em 1910 aos dias de hoje, acompanharemos, através de Celavi, o mestre de cerimônias que nunca envelhece, as aventuras e os amores dos Knieps, do apogeu à decadência, até o surpreendente final, num filme em que realidade e fantasia se encontram em um universo místico.

## Elenco
- Jesuíta Barbosa como Celaví
- Bruna Linzmeyer como Beatriz / Agnes / Sherazade
- Rafael Lozano como Frederico Knieps Junior (Fred)
- Catherine Mouchet como Imperatriz Catarina
- Vincent Cassel como Jean Paul Moreau
- Marina Provenzzano como Charlotte
- Mariana Ximenes como Margarete
- Antônio Fagundes como Dr. Frederico Knieps
- Juliano Cazarré como Otto Knieps
- Flora Diegues como Clara Knieps
- Luíza Mariani como Lily Braun
- Dawid Ogrodnik como Ludwig
- Louise Britto como Maria
- Amanda Britto como Helena
- Antonio de la Cruz como Rudolf, o Homem-Fera
- Marcos Frota como Oswaldão
- Daniela Faria como Ginger
- João Santos Silva como Rick
- Tiago Delfino como Arnóbio
- Albano Jerónimo como Amestrador
- Nuno Lopes como Coriolano[3]
- Fernando Ferrão

## Produção
O filme tem locações em Portugal e conta com atores brasileiros e de outras nacionalidades. Apesar do poema de Jorge de Lima já ter ganho uma adaptação com o mesmo título para balé em 1982, com trilha sonora de Chico Buarque e Edu Lobo, o filme não é um musical, volta-se mais para a saga secular sobre o amor na história de uma família. O orçamento de 3 milhões de reais do filme foi pago pelo governo do Brasil no programa "Brasil de Todas as Telas 2014", feito em parceria com o Banco Regional de Desenvolvimento do Extremo Sul (BRDE), o Fundo Setorial do Audiovisual (FSA) e a Agência Nacional do Cinema (ANCINE).